# Championnat de Chypre de football 2004-2005
Navigation
Saison précédente Saison suivante
La saison 2004-2005 du Championnat de Chypre de football était la 67e édition du championnat de première division de Chypre. Les 14 meilleurs clubs du pays se retrouvent au sein d'une poule unique, la Cypriot First Division, où ils s'affrontent deux fois, à domicile et à l'extérieur. À l'issue du championnat, les trois derniers du classement sont directement relégués en D2 et remplacés par les trois meilleurs clubs de deuxième division.
C'est l'Anorthosis Famagouste qui remporte la compétition en terminant en tête du championnat. C'est le 12e titre de champion de Chypre de l'histoire du club.

## Les 14 clubs participants
| - Omonia Nicosie - Olympiakos Nicosie - AEL Limassol - Anorthosis Famagouste - APOEL Nicosie - Apollon Limassol - AEK Larnaca | - AE Paphos - Enosis Neon Paralimni - Nea Salamina Famagouste - Promu de D2 - Ethnikos Achna - Aris Limassol - Promu de D2 - Digenis Morphou - Alki Larnaca - Promu de D2 |

## Compétition

### Classement
Le barème utilisé pour établir le classement est le suivant :
- Victoire : 3 points
- Match nul : 1 point
- Défaite : 0 point

| Rang | Équipe                    | Pts | J  | G  | N  | P  | Bp | Bc | Diff |
| ---- | ------------------------- | --- | -- | -- | -- | -- | -- | -- | ---- |
| 1    | Anorthosis Famagouste     | 62  | 26 | 19 | 5  | 1  | 64 | 23 | +41  |
| 2    | APOEL Nicosie T           | 58  | 26 | 17 | 7  | 2  | 56 | 21 | +35  |
| 3    | Omonia Nicosie C          | 47  | 26 | 13 | 8  | 5  | 47 | 29 | +18  |
| 4    | Olympiakos Nicosie        | 39  | 26 | 11 | 6  | 9  | 36 | 38 | -2   |
| 5    | Digenis Morphou           | 36  | 26 | 10 | 6  | 10 | 36 | 31 | +5   |
| 6    | Nea Salamina Famagouste P | 36  | 26 | 11 | 3  | 12 | 36 | 40 | -4   |
| 7    | Apollon Limassol          | 35  | 26 | 10 | 5  | 10 | 43 | 35 | +8   |
| 8    | EN Paralimni              | 32  | 26 | 7  | 11 | 8  | 38 | 39 | -1   |
| 9    | AEK Larnaca               | 32  | 26 | 7  | 11 | 8  | 26 | 34 | -8   |
| 10   | AEL Limassol              | 31  | 26 | 8  | 7  | 11 | 36 | 38 | -2   |
| 11   | Ethnikos Achna            | 30  | 26 | 8  | 6  | 12 | 31 | 40 | -9   |
| 12   | AE Paphos                 | 29  | 26 | 8  | 5  | 13 | 38 | 52 | -14  |
| 13   | Alki Larnaca P            | 29  | 26 | 8  | 5  | 13 | 39 | 55 | -16  |
| 14   | Aris Limassol P           | 4   | 26 | 1  | 1  | 24 | 22 | 73 | -51  |

|  | Qualification pour la Ligue des clubs champions 2005-2006                              |
|  | Qualification pour la Coupe UEFA 2005-2006                                             |
|  | Qualification pour la Coupe Intertoto 2005                                             |
|  | Relégation en Cypriot Second Division                                                  |
|  | T : Tenant du titre C : Vainqueur de la Coupe de Chypre P : Promu de deuxième division |

## Bilan de la saison
| Championnat de Chypre de football 2004-2005                     |                                   |
| Champion                                                        | Anorthosis Famagouste (12e titre) |
| Coupes et trophées                                              |                                   |
| Vainqueur de la Coupe de Chypre 2004-2005                       | Omonia Nicosie                    |
| Vainqueur de la Supercoupe de Chypre                            | APOEL Nicosie                     |
| Qualifications continentales                                    |                                   |
| Ligue des clubs champions 2005-2006 (1er tour de qualification) | Anorthosis Famagouste             |
| Coupe UEFA 2005-2006                                            | APOEL Nicosie                     |
| Coupe UEFA 2005-2006                                            | Omonia Nicosie                    |
| Coupe Intertoto 2005                                            | Olympiakos Nicosie                |
| Promotions et relégations                                       |                                   |
| Promus en Cypriot First Division                                | APOP Kinyras Peyias FC            |
| Promus en Cypriot First Division                                | APEP Pitsilia                     |
| Promus en Cypriot First Division                                | ENThOI Lakatamia                  |
| Relégués en Cypriot Second Division                             | AE Paphos                         |
| Relégués en Cypriot Second Division                             | Alki Larnaca                      |
| Relégués en Cypriot Second Division                             | Aris Limassol                     |